# 목포경찰서
목포경찰서(木浦警察署, Mokpo Police Station)는 전라남도경찰청이 관할하는 경찰서 중 하나이다. 전라남도 목포시와를 관할한다. 2023년 7월 신안경찰서가 분리되기전에는 신안군도 관할했다.
서장은 총경으로 보한다.

## 기본 정보
- 주소: (58734) 전라남도 목포시 동명로 124

## 관할 지구대 및 파출소
목포경찰서는 1개의 지구대와 9개의 파출소를 산하에 두고 있다.
| 명칭       | 사진 | 주소                  | 관할구역 | 치안센터 |
| ---------- | ---- | --------------------- | -------- | -------- |
| 하당지구대 |      | 목포시 하당로 62      |          |          |
| 역전파출소 |      | 목포시 영산로 88-1    |          |          |
| 연동파출소 |      | 목포시 영산로 259     |          |          |
| 산정파출소 |      | 목포시 마파지로 90    |          |          |
| 상동파출소 |      | 목포시 영산로 495-2   |          |          |
| 이로파출소 |      | 목포시 하당로 252     |          |          |
| 중앙파출소 |      | 목포시 영산로121길 61 |          |          |
| 죽교파출소 |      | 목포시 북항로 117     |          |          |
| 용당파출소 |      | 목포시 양을로 239     |          |          |
| 삼학파출소 |      | 목포시 삼학로 151     |          |          |

## 같이 보기
- 전라남도지방경찰청